# 山岳信仰
山岳信仰（さんがくしんこう、英語: mountain worship）とは、山岳に宗教的意味を与え崇拝し、山を対象に宗教的儀礼を行うこと。

## 解説
山岳は、世界各地で精霊や神々や悪魔などが住む場所として畏敬されてきた。また祖霊の棲む場所、天と地を結ぶ軸などとも考えられてきた。

## 山岳信仰をもつ民族
- チベット民族
- 満洲民族
- 漢民族 - 泰山、衡山、嵩山、華山、恒山は五岳と呼ばれ、神格化されている。本来は山自体を信仰する山岳信仰であったと考えられるが、盤古神話や五行思想と結びついて、道教の諸神のひとつに変容している。ただ、泰山についてはいまだに別格であり、道教の聖地であるだけでなく、岱廟、石敢當など、他と異なる山岳信仰の形態を残している。

- 朝鮮、延辺朝鮮族 - 中国吉林省と北朝鮮の国境に跨る白頭山(長白山)は女真族や満洲族、朝鮮族(韓民族)の信仰する聖地として知られ、民族発祥の地とされている。刃物として用いられていた黒曜石の産地でもあり、大昔から人が住み着いたとされている。
- アイヌ民族
- 大和民族
- ミャオ族
- チベット族
- イ族
- ナシ族
- プミ族
- トーロン族
- リス族
- ナシ族
- ヌー族
- ペー族
- ツォウ族
- サアロア族
- タイヤル族
- ブヌン族
- キルギス人
- ネパール
- シェルパ
- ラダック
- ペルー
- ハワイ先住民[2]
- アメリカ先住民[3]
- アボリジニ[4]
- マオリ[5]

## 信仰対象の山
山岳信仰の対象となっている主な山
- エベレスト（サガルマータ・チョモランマ）
- カイラス山
- シナイ山(アブラハムの宗教)
- タボル山(キリスト教)
- ジャバル・アル・ヌール山（英語版）(イスラム教)
- ハラ・ベレザイティ（英語版）(ゾロアスター教)
- トモル山（英語版）（アルバニア）
- 梅里雪山
- 長白山（白頭山）

## チベット高原の山岳信仰
チベット高原にあるカイラス山は、チベット仏教、ボン教、ヒンドゥー教、ジャイナ教という複数の宗教と多数の民族で信仰される聖地であり世界軸たる須弥山と同一視されている。
なお横断山脈にある梅里雪山はチベット仏教の聖地、玉龍雪山は麗江一帯に住むナシ族の宗教であるトンパ教の聖地である。

## 日本の山岳信仰
日本の古神道においても、水源・狩猟の場・鉱山・森林などから得られる恵み、雄大な容姿や火山などに対する畏怖・畏敬の念から、山や森を抱く山は、神奈備（かんなび）という神が鎮座する山とされ、神や御霊が宿る、あるいは降臨する（神降ろし）場所と信じられ、時として磐座（いわくら）・磐境（いわさか）という常世（とこよ・神の国や神域）と現世（うつしよ）の端境として、祭祀が行われてきた。また、死者の魂（祖霊）が山に帰る「山上他界」という考えもある（この他は海上他界、地中他界など）。これらの伝統は神社神道にも残り、石鎚山や白山、三輪山のように、山そのものを信仰している事例もみられる。農村部では水源であることと関連して、春になると山の神が里に降りて田の神となり、秋の収穫を終えると山に帰るという信仰もある。
また仏教でも、世界の中心には須弥山（しゅみせん）という高い山がそびえていると考えられ、空海が高野山を、最澄が比叡山を開くなど、山への畏敬の念は、より一層深まっていった。平地にあっても仏教寺院が「○○山△△寺」と、山号を付けるのはそのような理由からである。
チベット仏教でも聖なる山は信仰の対象であるが、信仰は山自体に捧げられ、その山に登るのは禁忌とされる場合が多い。一方で日本では、山頂に達することが重要視されるのは注目すべきである。日本人の場合、山自体を信仰する気持ちももちろんあるのだが、そこから早朝に拝まれるご来光を非常にありがたがる傾向が強く、山頂のさらにその先（彼方）にあるもの（あの世）を信仰していることが原因であろう。日本ではアニミズムとしての太陽信仰と山岳信仰が結びついているのである。
その後、密教、道教の流れをくんだ修験者や山伏たちが、俗世との関わりを絶ち、悟りを開くために山深くに入り修行を行った。これは、後に修験道や呪術的宗教などを生み出している。

### 分類

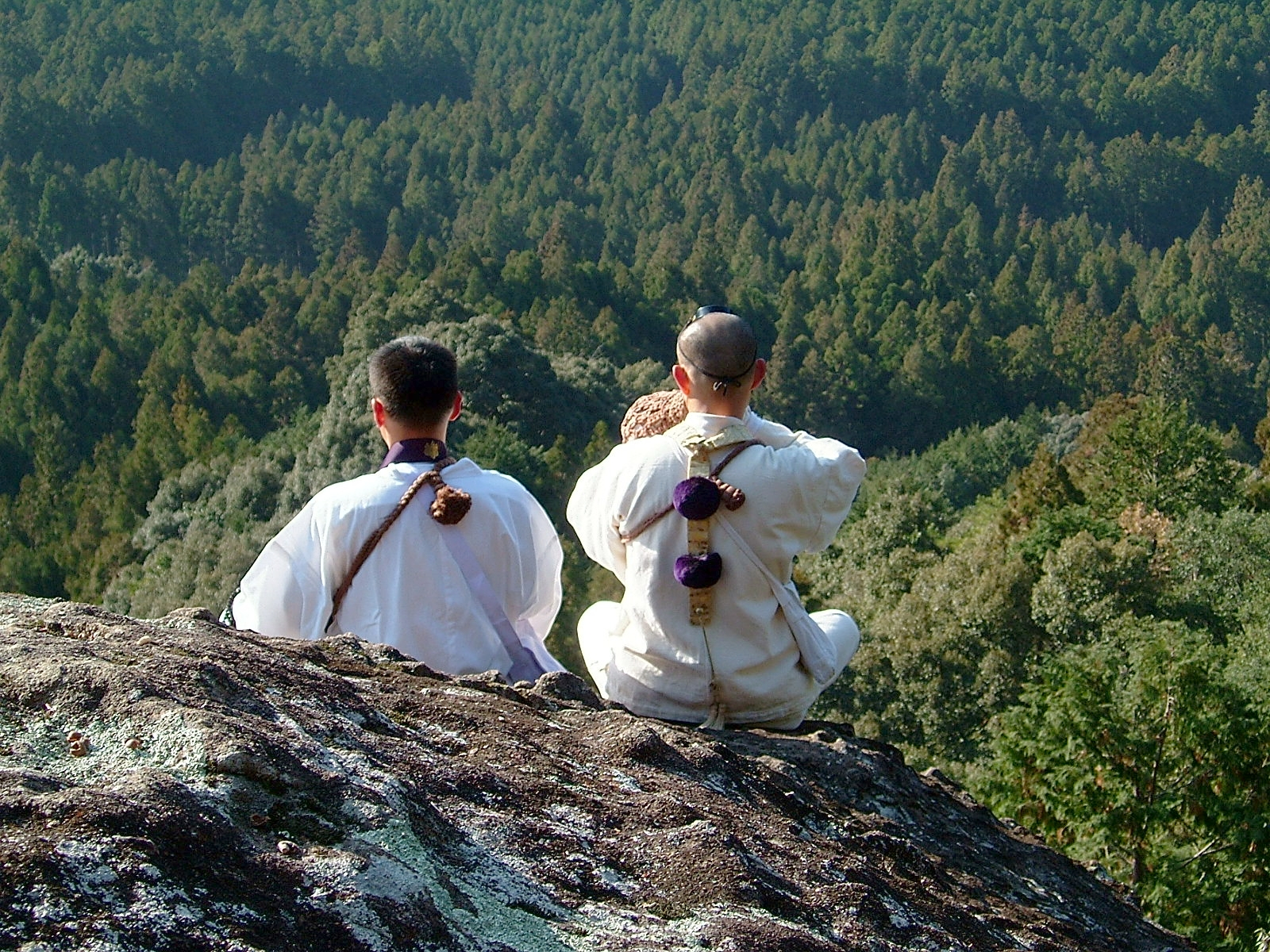
深山で修行をする山伏

日本の山岳信仰を分類すると次のようになる。
- 火山への信仰 - 火山の噴火への畏れや地熱の恵みへの畏敬から、火山に神がいるとみなして信仰するもの[要出典]。富士山や阿蘇山や鳥海山など、
- 水源である山への信仰 - 周辺地域を潤す水源となりうる山を信仰するもの[要出典]。白山や石鎚山など。
- 死者の霊が集うとされる山への信仰 - 日本には、死者の霊が死後にそこへ行くとされている山が各地に存在しており、それらの山々が信仰の対象となることがある[要出典]。恐山や月山、立山、熊野三山など、
- 神霊がいるとされる山への信仰 - 山としては規模が小さいが、あるとき、その山に神霊がいるとされて、以後信仰が始まったもの[要出典]。豊前国の宇佐神宮の奥宮である御許山や、大神神社の御神体とされる三輪山や、役小角が開いたとされる大峰山など。

また、豊後国と日向国の国境にある祖母山では、7世紀中頃から、山頂の上宮と山麓の下宮八社が、『古事記』、『日本書紀』、山幸彦・海幸彦神話に現われる神武天皇祖母の豊玉姫を祀っているが、やはり大神系であると言われている。

### 修験道の誕生
日本において、山岳信仰が、日本古来の古神道や、伝来してきた仏教（特に天台宗や真言宗などの密教）への信仰と結びついて、「修験道」とされる独自の宗教が生み出された点は、特筆に値する。修験道は、役小角が創始したとされ、山で修行することで自他ともに救済する力を得ることを目指す。現在も、「本山派」（天台宗）あるいは「当山派」（真言宗）の修行僧（山伏、あるいは修験者などと呼ばれる）が、伝統的な修験道の修行を行っている。

### 日本の主な山岳信仰
北海道
- クトゥンヌプイ
- ピンネタイオルシペ
- カムイミンタラ
- オキクルミノチャシ

青森県・岩手県・山形県・福島県
- 恐山信仰（青森県）
- 御岩木信仰（青森県）
- 巌鷲山信仰（岩手県）
- 出羽三山信仰（山形県）
- 鳥海山信仰（山形県）
- 麓山信仰（福島県）
- 吾妻山信仰（福島県）

栃木県・茨城県・東京都・神奈川県・山梨県
- 日光信仰（栃木県）
- 筑波山信仰（茨城県）
- 飯縄信仰（東京都） - 高尾山薬王院
- 箱根信仰（神奈川県）
- 大山信仰 (神奈川県)
- 七面山信仰（山梨県）

長野県・岐阜県・富山県・石川県・静岡県
- 御嶽信仰（岐阜県・長野県）
- 立山信仰（富山県）
- 白山信仰（石川県）
- 高賀山信仰（岐阜県）
- 富士信仰（静岡県）

滋賀県・京都府・大阪府・奈良県・和歌山県
- 伊吹山信仰（滋賀県）
- 応頂山信仰（大阪府） - 応頂山 勝尾寺 西国札所 第23番
- 金剛山信仰（大阪府・奈良県）
- 三輪山信仰（奈良県） - 三輪山 大神神社（おおみわじんじゃ）
- 春日山信仰（奈良県）‐春日大社
- 吉野山信仰（奈良県）
- 大峯信仰（奈良県）
- 熊野信仰（和歌山県）

鳥取県・愛媛県・徳島県
- 大山信仰 (鳥取県)
- 石鎚信仰（愛媛県）
- 剣山信仰（徳島県）

福岡県・大分県・鹿児島県
- 英彦山信仰（福岡県）
- 竈門山信仰（福岡県）
- 国東六郷満山霊場（大分県）
- 祖母山信仰（大分県、宮崎県）
- 阿蘇山信仰（熊本県、大分県）
- 霧島山信仰（鹿児島県）
- 枚聞信仰（鹿児島県）‐枚聞神社・揖宿神社
- 三岳信仰（鹿児島県）‐益救神社

沖縄県
- ウムトゥ信仰（沖縄県）
- グスクヤマ信仰（沖縄県）
- ユザダキ（沖縄県）
- クンダキ（沖縄県）
- アシムイ（沖縄県）

### 日本の山岳信仰関連項目
| - 神体山（霊峰） - 山岳仏教 - 小乗仏教 - 修験道 - 修験者 - 鳥海修験 - 蔵王権現 | - 富士信仰 - 加波山信仰 - 立山修験 - 出羽三山 - 白山信仰 - 石鎚神社 - 剣山神社 | - 御嶽教 - 木曽御嶽本教 - 霊場 - 紀伊山地の霊場と参詣道 |

## 現代における「登山」と山岳信仰
古来は、人跡未踏の地であった山岳に、交通の発達や道具や装備の充実から、登山が安易になり、スポーツや競技や観光として様々な人が入り込んで、信仰における禁忌を破ったり、ゴミの放置などの自然環境を汚染する行為や、過信からの登山事故などが、梅里雪山やウルルのように、山岳信仰を尊ぶ地域住民の感情を害する事もある。
これらにあるような信仰の禁忌を犯すと、地域住民は罰が下ると信じ、山をなだめようと大規模な祭事を行う場合もあり、一層、地域住民に精神的負担だけでなく、経済的負担を強いる結果になり、そのことが逆に山岳信仰という、自然と共存するために培われた精神性が、見直されるきっかけになっている。